# Le Juge Fayard dit Le Shériff
Le Juge Fayard dit Le Shériff is een Franse film van Yves Boisset die werd uitgebracht in 1977.
Deze politiek geëngageerde politiefilm werd geïnspireerd door de moord op rechter François Renaud in 1975. Hij was de eerste Franse magistraat die om het leven gebracht werd sinds de bezetting.

## Samenvatting
Fayard, een jonge krachtdadige en integere rechter, voert een onderzoek uit naar een gevoelig liggende zaak: bij een gewelddadig uitgevoerde gewapende overval zouden hooggeplaatste personen betrokken zijn.
Fayard wordt in het provinciestadje waar hij werkt de shérif genoemd omwille van zijn integriteit en zijn nogal onorthodoxe onderzoeksmethodes. Op een dag wordt hij belast met het onderzoek naar een duistere gewapende overval. Een van de gangsters wordt formeel herkend door een slachtoffer. Maar hij kan een waterdicht alibi voorleggen. Fayard voert een doorgedreven onderzoek en vermoedt dat de verdachte door een vals getuigenis beschermd wordt. Hij leidt eruit af dat hooggeplaatste personen te maken kunnen hebben met deze zaak. Ondanks de druk die op hem uitgeoefend wordt is Fayard vastbesloten om zijn onderzoek voort te zetten.

## Rolverdeling
- Patrick Dewaere : rechter Fayard
- Aurore Clément : Michèle Louvier
- Philippe Léotard : inspecteur Marec
- Michel Auclair : dokter Simon Pradal
- Jean Bouise : procureur-generaal Arnould
- Daniel Ivernel : Marcheron
- Jean-Marc Bory : mijnheer Paul, alias Lucien Degueldre
- Henri Garcin : substituut Picot
- Jacques Spiesser : rechter Jacques Steiner
- Marcel Bozzuffi : kapitein Joanno
- Roland Blanche : Paulo
- Philippe Brizard : gevangenisdirecteur
- Bernard Giraudeau : rechter Davoust
- Jean Martin : ziekenhuisgeneesheer
- François Dyrek : Bouvines
- Jean-Marc Thibault : Camus
- René Bouloc : een journalist
- Georges Wod : meester Lenormand